# Інститут соціальної та політичної психології НАПН України

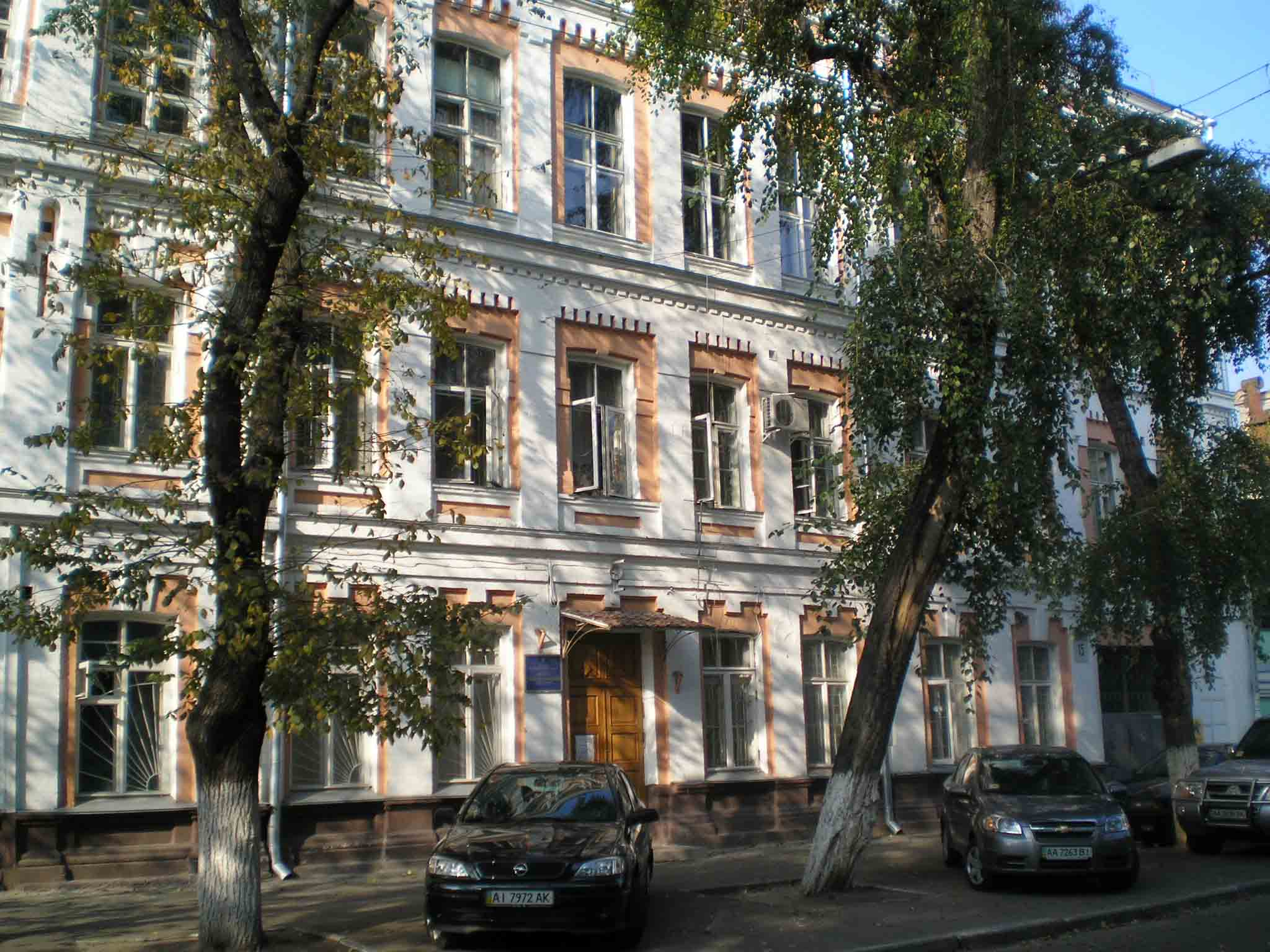
Приміщення Інституту соціальної та політичної психології НАПН України на вулиці Андріївській № 15 у Києві

Інститут соціальної та політичної психології НАПН України  — науково-дослідна установа Національної академії педагогічних наук України, що здійснює наукові дослідження в галузі гуманітарних наук та соціологічні дослідження.

## Історія
Інститут створений 26.01.1994 як Науково-практичний центр політичної психології АПН України. До цього центр існував в структурі Інституту психології ім. Г. С. Костюка, а ще раніше — як лабораторія психології пропаганди цього ж інституту.
14.10.1996 центр набув статусу інституту і став називатися Інститут соціальної та політичної психології АПН України.
24.02.2010 згідно з указом Президента України Академії педагогічних наук України було надано статус національної, і Інститут отримав свою нинішню назву.
Від часу створення Інституту його очолює кандидат психологічних наук, член-кореспондент НАПН України М. М. Слюсаревський.
Заступник директора — доктор психологічних наук, член-кореспондент НАПН України Л. А. Найдьонова та заступник директора — кандидат психологічних наук С. Л. Чуніхіна. Вчений секретар – кандидат педагогічних наук Л. В. Григоровська.

## Структура

### Основні наукові підрозділи
- лабораторія методології психосоціальних і політико-психологічних досліджень;
- лабораторія соціальної психології особистості;
- лабораторія психології мас та спільнот;
- Лабораторія психології малих груп та міжгрупових відносин ІСПП НАПН України|лабораторія психології малих груп та міжгрупових відносин;
- лабораторія психології політичної поведінки молоді;
- лабораторія психології спілкування[4];
- лабораторія психології масової комунікації та медіаосвіти;
- лабораторія психології політико-правових відносин;
- науково-організаційний відділ;

В Інституті є аспірантура і докторантура за спеціальностями 19.00.01 — загальна психологія, історія психології; 19.00.05 — соціальна психологія, психологія соціальної роботи та 19.00.11 — політична психологія, де здійснюється підготовка фахівців вищої кваліфікації.
В Інституті діє спеціалізована вчена рада із захисту докторських і кандидатських дисертацій за спеціальностями 19.00.01 — загальна психологія, історія психології; 19.00.05 — соціальна психологія, психологія соціальної роботи та 19.00.11 — політична психологія.

#### Лабораторія соціальної психології особистості
Лабораторію було створено у 1994 році.
З цього часу науковим колективом під керівництвом члена-кореспондента НАПН України, доктора психологічних наук, професора Тетяни Михайлівни Титаренко розроблялися наступні теми фундаментальних наукових досліджень:
1. «Механізми гармонізації особистісного розвитку та методи психологічної допомоги в критичних життєвих ситуаціях [Архівовано 21 вересня 2021 у Wayback Machine.]» (1994—1998 рр.);
2. «Соціально-психологічні передумови та детермінанти особистісного вибору [Архівовано 21 вересня 2021 у Wayback Machine.]» (1999—2002 рр.);
3. «Життєві домагання як соціально-психологічний механізм самоздійснення особистості [Архівовано 21 вересня 2021 у Wayback Machine.]» (2003—2006 рр.);
4. «Життєві завдання як передумова особистісного самоздійснення в соціумі [Архівовано 21 вересня 2021 у Wayback Machine.]» (2007—2010 рр.);
5. «Соціально-психологічні практики особистісного життєконструювання в сучасному світі [Архівовано 21 вересня 2021 у Wayback Machine.]» (2011—2015 рр.);
6. «Технологічний підхід до соціально-психологічної реабілітації особистості, що переживає наслідки травматичних подій [Архівовано 21 вересня 2021 у Wayback Machine.]» (2016—2018 рр.);
7. «Соціально-психологічний супровід постраждалих від воєнних дій у період переходу до умов мирного життя [Архівовано 21 вересня 2021 у Wayback Machine.]» (2019—2021 рр.).

На базі лабораторії виконувались наступні прикладні науково-дослідні роботи:
1. «Науково-методичні засади добору, прогностичної оцінки ефективності, систематизації та застосування засобів профілактики наркоманії та ВІЛ/СНІДу серед неповнолітніх і молоді» на виконання національної програми «Діти України» (керівник — Б. П. Лазоренко, 2003—2005 рр.);
2. «Дослідження соціальних установок молоді щодо здорового способу життя» на виконання національної програми «Здоров'я нації» (керівник — Титаренко Т. М.);
3. «Профілактика порушень соціально-психологічної адаптації молодих людей та їхніх батьків до гострого та хронічного стресу» на виконання міжгалузевої комплексної програми «Здоров'я нації» (керівник — Титаренко Т. М.);
4. «Соціально-психологічна профілактика порушень адаптації молоді до повсякденних стресів і кризових життєвих ситуацій [Архівовано 21 вересня 2021 у Wayback Machine.]» на виконання міжгалузевої комплексної програми «Здоров'я нації» (керівник — Титаренко Т. М.);
5. «Науково-методичні засади соціально-психологічної допомоги сім'ї» на виконання міжгалузевої комплексної програми «Здоров'я нації» (керівник — Кляпець О. Я.).

З 2019 року завідувач лабораторії — Дворник Марина Сергіївна, кандидат психологічних наук, старший дослідник, лауреат Премії Президента України для молодих учених, стипендіат Кабінету Міністрів України для молодих учених, автор монографії «Прокрастинація в конструюванні особистісного майбутнього» та понад 30 інших наукових публікацій з проблем психології особистості, ексзаступник голови Ради молодих вчених Інституту, ексзаступник головного редактора фахового видання «Наукові студії із соціальної та політичної психології». Під її керівництвом лабораторією з 2022 року розробляється тема фундаментального наукового дослідження:
1. «Соціально-психологічні стратегії формування здорового способу життя особистості в умовах суспільної нестабільності» (2022—2024 рр.).

#### Лабораторія психології малих груп та міжгрупових відносин
Лабораторія створена у 2006 році. 
Керівники лабораторії П. П. Горностай (2006—2017) та Л. Г. Чорна (з 2018). 
За час існування її співробітниками виконувались наступні теми фундаментальних наукових досліджень: 
1. «Особливості групової динаміки в умовах реформування загальноосвітньої школи» (2006—2008);
2. «Особливості становлення групової ідентичності в освітніх та соціальних середовищах» (2009—2013);
3. «Свідоме та несвідоме як чинники регуляції групової взаємодії суб'єктів освітнього процесу» (2014—2017);
4. «Психологічні феномени групової взаємодії в складних соціальних ситуаціях» (2018—2020);
5. «Психологія міжгрупової взаємодії в історичному та територіальному вимірах» (2021–2023).

Науковцями лабораторії досліджувалися проблеми групової взаємодії, групової ідентичності, групового несвідомого, психології колективних травм, психології ролей та гендерної психології, психології історичної пам’яті, ментального здоров’я, різноманітних аспектів психотерапії, психологічної реабілітації та консультативної психології та інші. Найбільшими науковими досягненнями лабораторії є створення теорії групової ідентичності стосовно малих груп та розробка основних положень теорії групової взаємодії в малих групах.

## Науковці Інституту
В Інституті працюють 1 дійсний член (академік) та 3 члени-кореспонденти НАПН України, 13 докторів і 37 кандидатів наук, 9 мають звання професора, 16 — доцента або старшого наукового співробітника.
В Інституті працювали і працюють такі відомі українські вчені, як дійсний член НАПН України, д-р психол. наук, проф. В. А. Роменець; дійсний член НАПН України, д-р психол. наук, проф. Т. М. Титаренко; чл.-кор. НАПН України, канд. психол. наук М. М. Слюсаревський; чл.-кор. НАПН України, д-р філос. наук, проф. П. І. Гнатенко; чл.-кор. НАПН України, д-р психол. наук Л. А. Найдьонова; чл.-кор. НАПН України, д-р психол. наук, проф. В. О. Татенко; д-р психол. наук, проф. Г. М. Бевз; д-р психол. наук, проф. В. О.  Васютинський; д-р психол. наук, проф. П. П. Горностай; д-р соціол. наук, проф. О. А. Донченко; д-р психол. наук В. Р. Дорожкін; д-р педагог. наук, проф. Ольга Жорнова; д-р педагог наук Олена Жорнова; д-р психол. наук, проф. В. П. Казміренко; д-р психол. наук В. І. Климчук; д-р психол. наук О. М. Кочубейник; д-р психол. наук О. А. Ліщинська; д-р психол. наук, проф. О. Р. Малхазов; д-р психол. наук М. І. Найдьонов; д-р психол. наук О. В. Петрунько; д-р психол. наук О. М. Плющ; д-р психол. наук О. В. Полунін; д-р наук з держ. управл. О. В. Сушій; д-р психол. наук О. В. Яремчук.

## Наукова діяльність

### Головні напрями досліджень
- теоретико-методологічні засади соціальної та політичної психології;
- комплексний аналіз соціальної ситуації особистісного та громадянського розвитку дітей і молоді;
- психологічні механізми соціалізації особистості, підвищення її соціально-адаптаційних можливостей, особистісного зростання;
- проблеми групової динаміки, міжособистісних та міжгрупових стосунків;
- стан, закономірності й тенденції розвитку масової свідомості та поведінки;
- соціально-психологічні умови та чинники участі особистості в політичному житті, підготовки молоді до свідомого політичного вибору;
- проблеми психології влади і політичного лідерства;
- соціально-психологічні аспекти масової комунікації, організації медіа-освіти молоді, формування у неї психологічної стійкості до соціально шкідливої інформації;
- технології соціально-психологічного консультування, прогнозування суспільно-політичних процесів та впливу на їх перебіг.

### Основні наукові досягнення
Вчені Інституту складають ядро наукової школи психології вчинку, заснованої академіком В. А. Роменцем (1926—1998), примножують надбання української школи психології пропаганди (переконувальної комунікації), що має більш як двадцятирічні традиції. За час існування установи склалися і здобули визнання в Україні та за її межами також наукові школи психології життєвої кризи, соцієтальної психіки та ін.
Інститут має численні експериментальні майданчики, на яких апробуються новітні наукові розробки. Так, розгортається широкомасштабний експеримент згідно із затвердженою Президією НАПН України Концепцією впровадження медіа-освіти в Україні. На базі Канівської гімназії ім. Івана Франка (Черкаська обл.) проводився експеримент всеукраїнського рівня з організації навчально-виховного процесу загальноосвітнього навчального закладу на засадах суб'єктно-вчинкового підходу (автор концепції суб'єктно-вчинкового підходу і науковий керівник експерименту — головний наук. співробітник лабораторії методології психосоціальних і політико-психологічних досліджень, д. психол. н., професор, чл.-кор. НАПН України В. О. Татенко). Постійно створюються нові навчальні програми соціально-психологічного профілю для вищої школи.
Поряд з фундаментальними науковими розробками проводяться численні прикладні дослідження, що мають на меті відстеження та прогнозування найважливіших тенденцій суспільного розвитку, електоральної поведінки, вироблення науково обґрунтованих рекомендацій з актуальних проблем державотворення, вивчення соціально-психологічних умов реформування освіти, суспільних настроїв вчителів.
Результати цих досліджень використовуються Адміністрацією Президента України, Кабінетом Міністрів України, Радою національної безпеки і оборони України, Міністерством освіти і науки України, іншими міністерствами і відомствами.
У науковому доробку Інституту 88 монографій, 78 підручників і навчальних посібників, 6 словників та довідників, понад 100 збірників наукових праць.
Інститут є колективним членом Всеукраїнської асоціації психологів, Асоціації політичних психологів України, Соціологічної асоціації України, є асоційованим членом Міжнародного товариства політичних психологів.
13 січня 2020 року Інститут було відзначено державноюї нагородою України: Указом Президента України № 4/2020 присуджено Державну премію України в галузі науки і техніки 2019 року за роботу «Життєвий світ і психологічна безпека людини в умовах суспільних змін», опубліковану пізніше в друкованому вигляді.

## Фахові періодичні видання Інституту
- збірник наукових праць «Наукові студії із соціальної та політичної психології [Архівовано 13 липня 2020 у Wayback Machine.]»[12];
- збірник наукових праць «Проблеми політичної психології [Архівовано 7 серпня 2020 у Wayback Machine.]»[13] (спільно з Асоціацією політичних психологів України);
- збірник наукових статей «Психологічні науки: проблеми і здобутки»[14] (спільно з Київським міжнародним університетом);
- журнал «Психологічні перспективи» (спільно з Волинським державним університетом ім. Лесі Українки);
- журнал «Психологія і суспільство»[15] (спільно з Тернопільським національним економічним університетом);
- журнал «Психодрама і сучасна психотерапія»[16] (спільно з Асоціацією психодрами);
- тематичні інформаційні бюлетені на різні теми[17].